# لانس تايلور
لانس تايلور (بالإنجليزية: Lance Taylor)‏ هو أستاذ جامعي وبروفيسور واقتصادي أمريكي، ولد في 25 مايو 1940.